# پیتر فن لائر
پیتر فن لائر (آلمانی: Pieter van Laer) نقاش اهل هلند بود.
دوران فعالیت وی نزدیک به یک دهه و در شهر رم بوده‌است.